# Szams Pahlawi
Szams Pahlawi, pers. شمس پهلوی (ur. 18 października 1917 w Teheranie, zm. 29 lutego 1996 w Santa Barbara, Kalifornia) – starsza siostra byłego szacha Iranu, Mohammada Rezy Pahlawiego.
W czasie rządów dynastii Pahlawich była prezesem Towarzystwa Czerwonego Lwa i Słońca.
Kiedy po raz drugi wyszła za mąż, utraciła wszelkie tytuły i rangi. W latach 1945–1947 przebywała za granicą. W latach 40. XX wieku zmieniła wyznanie na katolickie.